# Vlag van Halderberge

Vlag van de gemeente Halderberge

Oorspronkelijke vlag

De vlag van Halderberge is op 29 mei 1997 vastgesteld als de gemeentelijke vlag van de gemeente Halderberge in de Nederlandse provincie Noord-Brabant, op 24 maart 2005 wegens vormfouten herzien. De beschrijving van de vlag luidt als volgt:
Drie banen van boven naar beneden van rood, wit, en groen van gelijke hoogte, met aan de broekingzijde drie velden van wit, groen en wit, met daarin van boven naar beneden een burcht in rood, een eend in wit en een boom in groen. De hoogte en lengte van de vlag verhouden zich als 2:3.
De kleuren van de vlag en de daarin voorkomende symbolen zijn afgeleid van het gemeentewapen, dat is afgeleid van de voormalige gemeentewapens van Hoeven, Oud en Nieuw Gastel en Oudenbosch. Het oorspronkelijke ontwerp van de vlag was afkomstig van de Hoge Raad van Adel. De bovenste uitwaaiende baan was oorspronkelijk groen, maar werd door de vlaggenproducent per vergissing rood gekleurd. Men berustte hierin en vond een motief in een symbolische verwijzing naar de band van de hoofdplaats Oudenbosch met Italië. De Italiaanse vlag telt drie even lange banen in de kleuren rood, wit en groen. De band met dat land zou ontstaan zijn in de negentiende eeuw door dat Oudenbosch het verzamelpunt was voor de Zouaven. Deze jonge mannen maakten echter deel uit van een vrijwilligersleger, dat de Kerkelijke Staat wenste te verdedigen tegen de strijders voor de eenheid van Italië. Zijn streden dus voor de paus wiens kleuren geel en wit waren, terwijl de drie kleuren juist tegen deze kerkvorst gericht waren. De laatstgenoemde motivatie voor de kleurencombinatie van rood, wit en groen kan daarom historisch gezien als onjuist beschouwd worden.

## Verwante symbolen
De vlag van Halderberge is samengesteld uit elementen van onderstaande wapens en vlaggen:

Het Wapen van Halderberge
Het wapen van Hoeven (met de burcht)
Het wapen van Oudenbosch (met de bomen)
Het wapen van Oud en Nieuw Gastel (met vogels/eenden)
De vlag van Hoeven
De vlag van Oudenbosch
De vlag van Oud en Nieuw Gastel